# Rogers Mato
Rogers Mato (Arua, 10 ottobre 2003) è un calciatore ugandese, attaccante del Vardar e della Nazionale ugandese.

## Carriera

### Club
Mato è cresciuto nelle giovanili di Lweza, Maroons e Proline, iniziando con quest'ultimo club la carriera professionistica. Il 3 settembre 2021 è stato acquistato dal Kampala City con cui ha debuttato nella massima divisione ugandese diventando un elemento chiave del club.
Il 27 luglio 2023 è passato al Şanlıurfaspor, ma a causa dello scarso impiego nel mercato invernale seguente ha cambiato nuovamente squadra ed ha firmato con il Brera Strumica.

### Nazionale
Ha debuttato con la nazionale ugandese il 25 marzo 2022 nell'amichevole vinto ai rigori contro il Tagikistan. Ha segnato il suo primo gol il 2 settembre seguente nell'incontro di qualificazione per il Campionato delle nazioni africane 2022 vinto 3-0 contro la Tanzania.

## Statistiche

### Presenze e reti nei club
Statistiche aggiornate al 7 settembre 2024.
| Stagione        | Squadra         | Campionato      | Campionato | Campionato | Coppe nazionali | Coppe nazionali | Coppe nazionali | Coppe continentali | Coppe continentali | Coppe continentali | Altre coppe | Altre coppe | Altre coppe | Totale | Totale | Totale |
| Stagione        | Squadra         | Comp            | Pres       | Reti       | Comp            | Pres            | Reti            | Comp               | Pres               | Reti               | Comp        | Pres        | Reti        | Pres   | Reti   |        |
| --------------- | --------------- | --------------- | ---------- | ---------- | --------------- | --------------- | --------------- | ------------------ | ------------------ | ------------------ | ----------- | ----------- | ----------- | ------ | ------ | ------ |
| 2023-gen. 2024  | Şanlıurfaspor   | 1L              | 5          | 0          | CT              | 1               | 0               | -                  | -                  | -                  | -           | -           | -           | 6      | 0      |        |
| gen.-giu. 2024  | Brera Strumica  | PL              | 15         | 2          | CM              | 0               | 0               | -                  | -                  | -                  | -           | -           | -           | 15     | 2      |        |
| 2024-2025       | Brera Strumica  | PL              | 4          | 0          | CM              | 0               | 0               | -                  | -                  | -                  | -           | -           | -           | 4      | 0      |        |
| Totale carriera | Totale carriera | Totale carriera | 24         | 2          |                 | 1               | 0               |                    | -                  | -                  |             | -           | -           | 25     | 2      |        |

### Cronologia presenze e reti in nazionale
| Cronologia completa delle presenze e delle reti in nazionale ― Uganda | Cronologia completa delle presenze e delle reti in nazionale ― Uganda | Cronologia completa delle presenze e delle reti in nazionale ― Uganda | Cronologia completa delle presenze e delle reti in nazionale ― Uganda | Cronologia completa delle presenze e delle reti in nazionale ― Uganda | Cronologia completa delle presenze e delle reti in nazionale ― Uganda | Cronologia completa delle presenze e delle reti in nazionale ― Uganda | Cronologia completa delle presenze e delle reti in nazionale ― Uganda |
| Data                                                                  | Città                                                                 | In casa                                                               | Risultato                                                             | Ospiti                                                                | Competizione                                                          | Reti                                                                  | Note                                                                  |
| --------------------------------------------------------------------- | --------------------------------------------------------------------- | --------------------------------------------------------------------- | --------------------------------------------------------------------- | --------------------------------------------------------------------- | --------------------------------------------------------------------- | --------------------------------------------------------------------- | --------------------------------------------------------------------- |
| 12-1-2022                                                             | Adalia                                                                | Islanda                                                               | 1 – 1                                                                 | Uganda                                                                | Amichevole                                                            | -                                                                     | 80’                                                                   |
| 18-1-2022                                                             | Adalia                                                                | Moldavia                                                              | 2 – 3                                                                 | Uganda                                                                | Amichevole                                                            | -                                                                     | 60’ 79’                                                               |
| 21-1-2022                                                             | Baghdad                                                               | Iraq                                                                  | 1 – 0                                                                 | Uganda                                                                | Amichevole                                                            | -                                                                     | 64’                                                                   |
| 27-1-2022                                                             | Riffa                                                                 | Bahrein                                                               | 3 – 1                                                                 | Uganda                                                                | Amichevole                                                            | -                                                                     | 76’                                                                   |
| 25-3-2022                                                             | Namangan                                                              | Uganda                                                                | 1 – 1 dts (5 - 4 dtr)                                                 | Tagikistan                                                            | Amichevole                                                            | -                                                                     | 71’                                                                   |
| 29-3-2022                                                             | Namangan                                                              | Uzbekistan                                                            | 4 – 2                                                                 | Uganda                                                                | Amichevole                                                            | -                                                                     | 88’                                                                   |
| 28-8-2022                                                             | Dar es Salaam                                                         | Tanzania                                                              | 0 – 1                                                                 | Uganda                                                                | Qual. CHAN 2022                                                       | -                                                                     |                                                                       |
| 3-9-2022                                                              | Kampala                                                               | Uganda                                                                | 3 – 0                                                                 | Tanzania                                                              | Qual. CHAN 2022                                                       | 1                                                                     |                                                                       |
| 21-9-2022                                                             | Bengasi                                                               | Libia                                                                 | 0 – 0                                                                 | Uganda                                                                | Amichevole                                                            | -                                                                     | 15’                                                                   |
| 14-1-2023                                                             | Annaba                                                                | RD del Congo                                                          | 0 – 0                                                                 | Uganda                                                                | CHAN 2022 – 1º turno                                                  | -                                                                     | 56’                                                                   |
| 18-1-2023                                                             | Annaba                                                                | Senegal                                                               | 0 – 1                                                                 | Uganda                                                                | CHAN 2022 – 1º turno                                                  | -                                                                     | 77’                                                                   |
| 22-1-2023                                                             | Algeri                                                                | Uganda                                                                | 1 – 3                                                                 | Costa d'Avorio                                                        | CHAN 2022 – 1º turno                                                  | -                                                                     |                                                                       |
| 24-3-2023                                                             | Ismailia                                                              | Uganda                                                                | 0 – 1                                                                 | Tanzania                                                              | Qual. Coppa d'Africa 2023                                             | -                                                                     | 71’                                                                   |
| 28-3-2023                                                             | Dar es Salaam                                                         | Tanzania                                                              | 0 – 1                                                                 | Uganda                                                                | Qual. Coppa d'Africa 2023                                             | 1                                                                     | 63’                                                                   |
| 14-6-2023                                                             | Douala                                                                | RD del Congo                                                          | 1 – 0                                                                 | Uganda                                                                | Amichevole                                                            | -                                                                     | 66’                                                                   |
| 18-6-2023                                                             | Douala                                                                | Uganda                                                                | 1 – 2                                                                 | Algeria                                                               | Qual. Coppa d'Africa 2023                                             | -                                                                     |                                                                       |
| 7-9-2023                                                              | Marrakech                                                             | Niger                                                                 | 0 – 2                                                                 | Uganda                                                                | Qual. Coppa d'Africa 2023                                             | -                                                                     | 59’                                                                   |
| 13-10-2023                                                            | Bamako                                                                | Mali                                                                  | 1 – 0                                                                 | Uganda                                                                | Amichevole                                                            | -                                                                     | 57’                                                                   |
| 17-10-2023                                                            | Sharja                                                                | Zambia                                                                | 3 – 0                                                                 | Uganda                                                                | Amichevole                                                            | -                                                                     | 66’                                                                   |
| 17-11-2023                                                            | Berkane                                                               | Guinea                                                                | 2 – 1                                                                 | Uganda                                                                | Qual. Mondiali 2026                                                   | -                                                                     | 46’                                                                   |
| 21-11-2023                                                            | Berkane                                                               | Somalia                                                               | 0 – 1                                                                 | Uganda                                                                | Qual. Mondiali 2026                                                   | 1                                                                     |                                                                       |
| 22-3-2024                                                             | Marrakech                                                             | Comore                                                                | 4 – 0                                                                 | Uganda                                                                | Amichevole                                                            | -                                                                     | 67’                                                                   |
| 26-3-2024                                                             | Marrakech                                                             | Uganda                                                                | 2 – 2                                                                 | Ghana                                                                 | Amichevole                                                            | -                                                                     | 69’                                                                   |
| 7-6-2024                                                              | Kampala                                                               | Uganda                                                                | 1 – 0                                                                 | Botswana                                                              | Qual. Mondiali 2026                                                   | -                                                                     | 46’ 91’                                                               |
| 10-6-2024                                                             | Kampala                                                               | Uganda                                                                | 1 – 2                                                                 | Algeria                                                               | Qual. Mondiali 2026                                                   | -                                                                     | 23’                                                                   |
| 25-3-2025                                                             | Kampala                                                               | Uganda                                                                | 1 – 0                                                                 | Guinea                                                                | Qual. Mondiali 2026                                                   | -                                                                     | 90+4’                                                                 |
| Totale                                                                |                                                                       | Presenze                                                              | 26                                                                    |                                                                       | Reti                                                                  | 3                                                                     |                                                                       |

## Palmarès

### Club

#### Competizioni nazionali
- Coppa di Macedonia: 1

Vardar: 2024-2025